# U-23-Afrika-Cup 2023
Der 4. U-23-Afrika-Cup (englisch 2023 Africa U-23 Cup of Nations, französisch Coupe d’Afrique des nations des moins de 23 ans 2023) wurde vom 24. Juni bis 8. Juli 2023 in Marokko ausgetragen. Marokko gewann das Turnier.
Das Turnier diente gleichzeitig als Qualifikation für die Olympischen Sommerspiele 2024 in Paris. Die drei besten Mannschaften des Turniers erhielten einen Quotenplatz. Der Viertplatzierte spielt in einem Entscheidungsspiel gegen den Vierten der U-23-Asienmeisterschaft 2024 um einen weiteren Platz. 

## Teilnehmer

### Qualifikation
Folgende acht Mannschaften konnten sich für das Turnier qualifizieren.
| Nation              | bisherige Teilnahmen |
| ------------------- | -------------------- |
| Marokko (Gastgeber) | 2011                 |
| Ägypten             | 2011, 2015           |
| Republik Kongo      |                      |
| Gabun               | 2011                 |
| Ghana               | 2019                 |
| Guinea              |                      |
| Mali                | 2015, 2019           |
| Niger               |                      |

### Auslosung
Die Gruppenauslosung fand am 5. Mari 2023 in der Mohammed VI Football Academy in Salé statt. Die marokkanische Mannschaft war als Gastgeber automatisch als Kopf der Gruppe A auf Position A1 gesetzt, während Ägypten als Titelverteidiger automatisch als Kopf der Gruppe B auf Position B1 gesetzt war. Die restlichen Mannschaften wurden nach ihren jeweiligen Platzierungen des letzten U-23-Afrika-Cups verteilt.
| Gesetzt               | Topf 1         | Topf 2 |
| --------------------- | -------------- | ------ |
| Marokko (Position A1) | Ghana          | Mali   |
| Ägypten (Position B1) | Republik Kongo | Gabun  |
|                       |                | Guinea |
|                       |                | Niger  |

Die Auslosung ergab folgende Gruppen.
| Gruppe A       | Gruppe B |
| -------------- | -------- |
| Marokko        | Ägypten  |
| Ghana          | Mali     |
| Republik Kongo | Gabun    |
| Guinea         | Niger    |

## Spielorte
Das Turnier wurde in zwei Stadien ausgetragen. Neben dem Grand Stade de Tanger in Tanger mit einer Kapazität von 65.000 Zuschauern, diente auch das Stade Moulay Abdallah in Rabat mit einer Kapazität von 53.000 Zuschauern als Spielstätte.
| Tanger |

| Rabat |

| Tanger |

| Rabat |

## Modus

### Turnierform
Gespielt wurde in zwei Vierergruppen, wobei die Gruppenersten und -zweiten sich für das Halbfinale qualifizierten. Ab dieser Runde wurde im K.-o.-System weitergespielt, bei dem eine Verlängerung und ein Elfmeterschießen möglich waren.

### Platzierungsregeln
Bei Punktgleichheit von mehr als zwei Mannschaften wurde die Platzierung durch folgende Kriterien ermittelt:
1. Anzahl Punkte im direkten Vergleich
2. Tordifferenz im direkten Vergleich
3. Anzahl Tore im direkten Vergleich
4. Wenn nach der Anwendung der Kriterien 1 bis 3 immer noch zwei Mannschaften denselben Tabellenplatz belegen, werden die Kriterien 1 bis 3 erneut angewendet, jedoch ausschließlich auf die Direktbegegnungen der betreffenden Mannschaften
Sollte auch dies zu keiner definitiven Platzierung führen, wurden die Kriterien 5 bis 7 angewendet:
5. Tordifferenz aus allen Gruppenspielen
6. Anzahl Tore in allen Gruppenspielen
7. Losziehung

## Gruppenphase

### Gruppe A
| Pl. | Land           | Sp. | S | U | N | Tore    | Diff. | Punkte |
| --- | -------------- | --- | - | - | - | ------- | ----- | ------ |
| 1.  | Marokko        | 3   | 3 | 0 | 0 | 008:200 | +6    | 09     |
| 2.  | Guinea         | 3   | 1 | 1 | 1 | 005:400 | +1    | 04     |
| 3.  | Ghana          | 3   | 1 | 1 | 1 | 005:800 | −3    | 04     |
| 4.  | Republik Kongo | 3   | 0 | 0 | 3 | 003:700 | −4    | 0      |

|                                                            |   |                |           |
| 24. Juni 2023, 21:00 Uhr in Rabat (Stade Moulay Abdallah)  |   |                |           |
| Marokko                                                    | – | Guinea         | 2:1 (0:1) |
| 25. Juni 2023, 16:00 Uhr in Rabat (Stade Moulay Abdallah)  |   |                |           |
| Ghana                                                      | – | Republik Kongo | 3:2 (0:0) |
| 27. Juni 2023, 18:00 Uhr in Rabat (Stade Moulay Abdallah)  |   |                |           |
| Republik Kongo                                             | – | Guinea         | 1:3 (1:1) |
| 27. Juni 2023, 21:00 Uhr in Rabat (Stade Moulay Abdallah)  |   |                |           |
| Marokko                                                    | – | Ghana          | 5:1 (3:1) |
| 30. Juni 2023, 21:00 Uhr in Rabat (Stade Moulay Abdallah)  |   |                |           |
| Republik Kongo                                             | – | Marokko        | 0:1 (0:1) |
| 30. Juni 2023, 21:00 Uhr in Tanger (Grand Stade de Tanger) |   |                |           |
| Guinea                                                     | – | Ghana          | 1:1 (0:1) |

### Gruppe B
| Pl. | Land    | Sp. | S | U | N | Tore    | Diff. | Punkte |
| --- | ------- | --- | - | - | - | ------- | ----- | ------ |
| 1.  | Ägypten | 3   | 2 | 1 | 0 | 003:000 | +3    | 07     |
| 2.  | Mali    | 3   | 2 | 0 | 1 | 005:200 | +3    | 06     |
| 3.  | Niger   | 3   | 1 | 1 | 1 | 001:200 | −1    | 04     |
| 4.  | Gabun   | 3   | 0 | 0 | 3 | 001:600 | −5    | 0      |

|                                                            |   |         |           |
| 25. Juni 2023, 18:00 Uhr in Tanger (Grand Stade de Tanger) |   |         |           |
| Ägypten                                                    | – | Niger   | 0:0       |
| 25. Juni 2023, 21:00 Uhr in Tanger (Grand Stade de Tanger) |   |         |           |
| Mali                                                       | – | Gabun   | 3:1 (2:1) |
| 28. Juni 2023, 18:00 Uhr in Tanger (Grand Stade de Tanger) |   |         |           |
| Ägypten                                                    | – | Mali    | 1:0 (1:0) |
| 28. Juni 2023, 21:00 Uhr in Tanger (Grand Stade de Tanger) |   |         |           |
| Gabun                                                      | – | Niger   | 0:1 (0:0) |
| 1. Juli 2023, 21:00 Uhr in Tanger (Grand Stade de Tanger)  |   |         |           |
| Gabun                                                      | – | Ägypten | 0:2 (0:0) |
| 1. Juli 2023, 21:00 Uhr in Rabat (Stade Moulay Abdallah)   |   |         |           |
| Niger                                                      | – | Mali    | 0:2 (0:0) |

## Finalrunde
In der Finalrunde wurde im K.-o.-System gespielt. Stand es nach der regulären Spielzeit von 90 Minuten unentschieden, kam es zur Verlängerung von zweimal 15 Minuten und eventuell (falls immer noch kein Sieger feststand) zum Elfmeterschießen. Einzige Ausnahme war das Spiel um Platz 3 in dem direkt ein Elfmeterschießen folgte.

### Spielplan
|  | Halbfinale          | Halbfinale |        |         | Finale | Finale |
|  |                     |            |        |         |        |        |
|  | Marokko             | 02 (4)2    |        |         |        |        |
|  | Mali                | 02 (3)     |        |         |        |        |
|  |                     |            |        |         |        |        |
|  |                     |            |        |         |        |        |
|  | Marokko             | 02 1       |        |         |        |        |
|  |                     | Ägypten    | 1      |         |        |        |
|  |                     |            |        |         |        |        |
|  | Spiel um Platz drei |            |        |         |        |        |
|  |                     |            | Mali   | 00 (4)2 |        |        |
|  | Ägypten             | 1          | Guinea | 0 (3)   |        |        |
|  | Guinea              | 0          |        |         |        |        |

1 Sieg nach Verlängerung

2 Sieg im Elfmeterschießen

### Halbfinale
|                                                             |   |           |                                 |
| 4. Juli 2023 um 21:00 Uhr in Rabat (Stade Moulay Abdallah)  |   |           |                                 |
| Marokko                                                     | – | Mali      | 2:2 n. V. (1:1, 1:0), 4:3 i. E. |
| 4. Juli 2023 um 18:00 Uhr in Tanger (Grand Stade de Tanger) |   |           |                                 |
| Ägypten                                                     | – | Südafrika | 1:0 (1:0)                       |

### Spiel um Platz 3
|                                                             |   |        |                      |
| 7. Juli 2023 um 18:00 Uhr in Tanger (Grand Stade de Tanger) |   |        |                      |
| Mali                                                        | – | Guinea | 0:0 n. V., 4:3 i. E. |

### Finale
|                                                            |   |         |                      |
| 8. Juli 2023 um 21:00 Uhr in Rabat (Stade Moulay Abdallah) |   |         |                      |
| Marokko                                                    | – | Ägypten | 2:1 n. V. (1:1, 1:1) |

## Qualifiziert für die Olympischen Spiele
Folgende Mannschaften haben sich für das olympische Fußballturnier der Männer qualifiziert.
| Nation  | qualifiziert am | bisherige Teilnahmen                                                        |
| ------- | --------------- | --------------------------------------------------------------------------- |
| Marokko | 4. Juli 2023    | 7 (1964, 1972, 1984, 1992, 2000, 2004, 2012)                                |
| Ägypten | 4. Juli 2023    | 12 (1920, 1924, 1928, 1936, 1948, 1952, 1960, 1964, 1984, 1992, 2012, 2020) |
| Mali    | 7. Juli 2023    | 1 (2004)                                                                    |

## Beste Torschützen
Nachfolgend sind die besten Torschützen des Turniers gelistet. Bei gleicher Trefferanzahl sind die Spieler alphabetisch geordnet.
| Rang | Spieler          | Tore |
| ---- | ---------------- | ---- |
| 1    | Yanis Begraoui   | 3    |
| 1    | Abde Ezzalzouli  | 3    |
| 1    | Emmanuel Yeboah  | 3    |
| 4    | Cheickna Doumbia | 2    |
| 4    | Yann Ngatse      | 2    |
| 4    | Mahmoud Saber    | 2    |
| 4    | Mamadou Sangaré  | 2    |

Zu diesen besten Torschützen mit mindestens zwei Toren kommen 15 weitere mit je einem Tor, sowie ein Eigentor.

## Schiedsrichter
| Verband   | Schiedsrichter                                            | Schiedsrichterassistenten                                              | Videoschiedsrichterassistenten                              |
| --------- | --------------------------------------------------------- | ---------------------------------------------------------------------- | ----------------------------------------------------------- |
| UNAF      | Youcef Gamouh Mahmoud Nagy Elmabrouk Muhammad Jalal Jayed | Adel Abane Sami Halhal Abdessamad Abertoune Hamza Naciri Wael Hannachi | Mustapha Ghorbal Mohamed Hussien Adil Zourak Haythem Guirat |
| WAFU-UFOA | Lamin Jammeh Adalbert Diouf Clement Kpan                  | Joel Doe Mohamed Youssouf Hope Igho Jonathan Ahonto                    | Dahane Beida                                                |
| UNIFFAC   | Pierre Atcho Tanguy Mebiame                               | Stephen Yiembe Steven Moutsassi                                        | Peter Waweru                                                |
| CECAFA    | Omar Artan                                                |                                                                        |                                                             |
| COSAFA    | Abongile Tom                                              | Dimbiniaina Andriatianarivelo                                          | Maria Rivet Letticia Viana                                  |